# Mesochorus oxfordensis
Mesochorus oxfordensis là một loài tò vò trong họ Ichneumonidae.